# Jordan Belfort
Jordan Ross Belfort (El Bronx, Nueva York; 9 de julio de 1962) es un conferenciante, ex bróker estadounidense y ex presidiario. Es conocido por haber sido acusado y declarado culpable por manipulación del mercado de valores, lavado de dinero y otros delitos relacionados con las altas finanzas.
Belfort ha escrito dos libros autobiográficos, El lobo de Wall Street y Atrapando al lobo de Wall Street, traducidos a 18 idiomas y publicados en más de 40 países. En 2013 su historia fue llevada al cine por el director Martin Scorsese en El lobo de Wall Street, una adaptación de sus memorias, protagonizada por Leonardo DiCaprio en el papel de Belfort.

## Primeros años
Jordan Belfort nació en el Bronx, Nueva York, en 1962. Sus padres, Leah y Max Belfort, eran contables, aunque más tarde su madre se convirtió en abogada. Belfort es y se crio en un hogar judío en Bayside, en el barrio de Queens de Nueva York. Estudió y se graduó en Biología por la American University.
Según Belfort, tras terminar la escuela secundaria y hasta comenzar la universidad, él y su amigo íntimo de la infancia, Elliot Loewenstern, se dedicaron a la venta de helados italianos en una playa local, que transportaban en neveras portátiles. Gracias a este trabajo ganaron unos 20.000 dólares, que Belfort planeaba utilizar para pagarse un título de dentista, por lo que se matriculó brevemente en el Baltimore College of Dental Surgery. Sin embargo, abandonó la institución cuando el decano de la misma le dijo: La edad de oro de la odontología ha terminado. Si usted está aquí simplemente para intentar hacerse rico, está en el lugar equivocado.

## Carrera

### Primeros trabajos
Tras graduarse, Belfort comenzó a trabajar como vendedor a domicilio de carnes y mariscos en la zona de Long Island, Nueva York. Entre sus memorias y entrevistas posteriores diría que ese negocio tuvo un éxito inicial: logró crecer hasta emplear a varios trabajadores y vender 5000 libras (unos 2250 kilogramos) semanales de carne y pescado. Sin embargo, con el paso del tiempo el negocio fracasó y Belfort se declaró en quiebra con 25 años. 
Belfort comenzó su carrera como corredor de bolsa en LF Rothschild, pero fue despedido en 1988 debido a las graves dificultades financieras que empezó a tener la empresa desde el lunes negro de 1987, la cual finalmente quebraría.

### Stratton Oakmont y fraudes
En la década de 1990 fundó, junto a Danny Porush, la firma de corretaje Stratton Oakmont, empresa que funcionaba como una boiler room que vendía acciones a centavo y estafaba con acciones fraudulentas a los inversores.  Durante sus años como presidente de Stratton, Belfort llevó un convulso estilo de vida, con continuas fiestas y una fuerte adicción a las drogas, destacando la metacualona. Stratton Oakmont llegó a emplear a más de 1.000 corredores de bolsa y participó en la emisión de nuevas acciones por valor de más de 1.000 millones de dólares de unas 35 empresas, incluyendo una oferta pública de venta (OPV) fraudulenta de la empresa de calzado Steve Madden Ltd.  La notoriedad alcanzada por la empresa desde finales de la década de 1990 inspiró las películas Boiler Room (año 2000) y El lobo de Wall Street (2013).

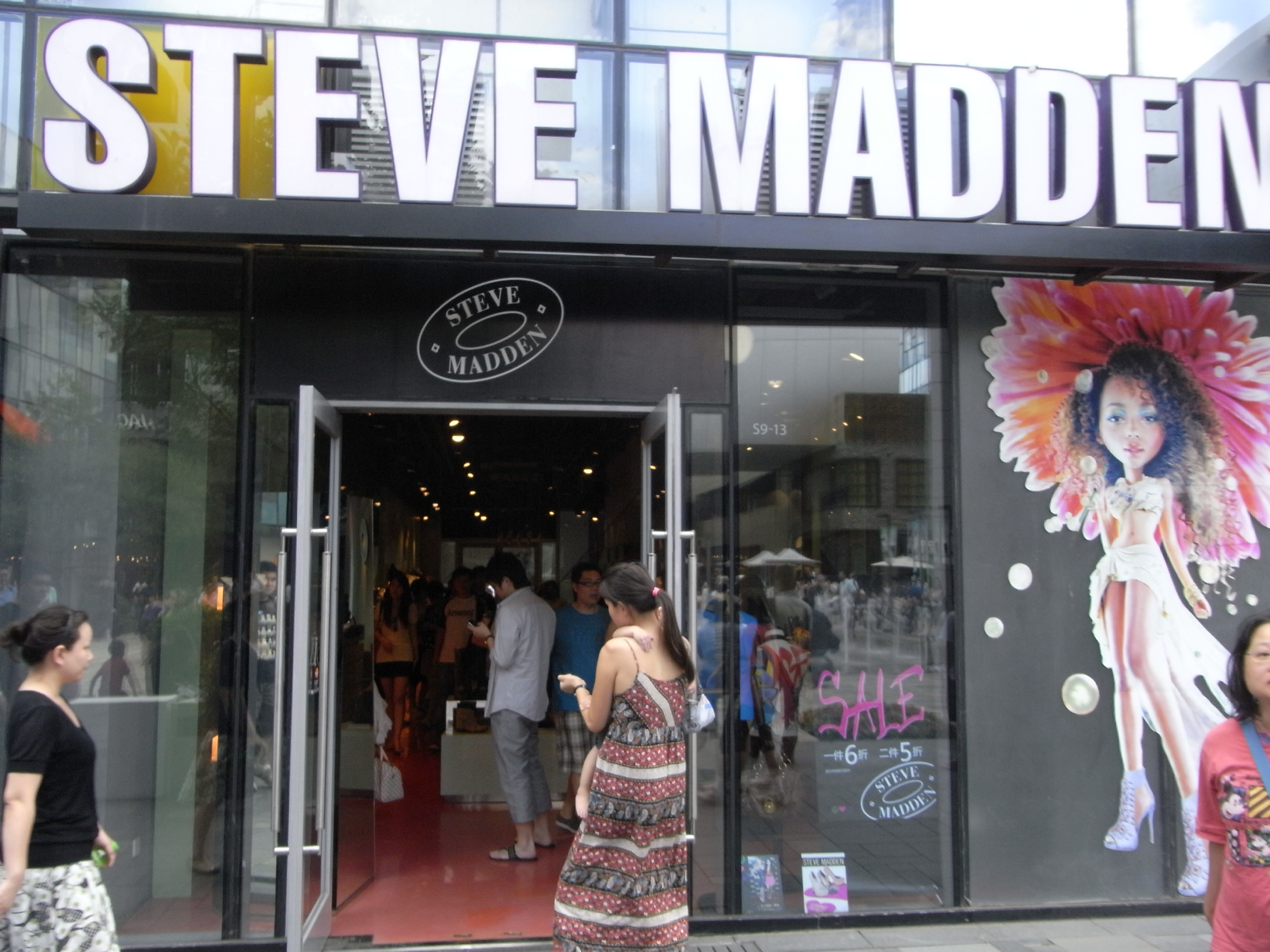
La salida a bolsa de la compañía Steve Madden Ltd. fue tal vez la más sonada de las operaciones de Stratton.

El regulador financiero y Securities Commissioner por Alabama, Joseph Borg, formó un grupo de trabajo multi-estatal que llevó al procesamiento de Stratton después de que su oficina recibiera continuas quejas de clientes de la firma. Belfort fue acusado en 1998 de fraude de valores, lavado de dinero y manipulación del mercado de valores. Tras colaborar con el FBI, fue encarcelado en una prisión federal durante 22 meses condenado por Pump and dump, lo que se tradujo en una pérdida de 200 millones de dólares para los inversores. Belfort tuvo que indemnizar con 110,4 millones a sus antiguos clientes.  Belfort conoció en la cárcel a Tommy Chong, quien lo animó a escribir sus historias y publicarlas. Tras su salida de prisión, su amistad se mantuvo.
Los fiscales federales y funcionarios de la SEC involucrados en el caso, defendieron que «Stratton Oakmont no era una verdadera firma de Wall Street ya sea figurada o literalmente».

#### Indemnizaciones
De acuerdo con los fiscales federales y una sentencia en 2003, Belfort sigue en la obligación de restituir todo lo defraudado a sus víctimas. La sentencia le obliga a pagar el 50% de sus ingresos a los 1.513 clientes que estafó. De los 11,6 millones de dólares que han conseguido recuperar sus víctimas, 10,4 millones proceden de la venta de propiedades decomisadas a Belfort. Esto significa que Belfort apenas ha devuelto un 10% de los 110,4 millones que debe devolver en concepto de indemnizaciones. En octubre de 2013, diversos fiscales federales presentaron una denuncia contra Belfort, al que acusaban de haber devuelto tan solo 243.000 dólares en los últimos 4 años, cuando entre 2009 y 2013 tuvo unos ingresos de 1.767.209 dólares por la publicación de sus libros, la venta de derechos y 24.000 dólares extra por sus charlas.
Los fiscales también declararon en The Wall Street Journal que Belfort había huido a Australia para evadir impuestos y ocultar sus activos a las víctimas, pero más tarde se retractaron de estas declaraciones y emitieron una disculpa oficial. Belfort afirmó a través de su página web que tenía intención de pedir «el 100% de las regalías» de sus libros y de la película de Scorsese para entregarlo a sus víctimas. Sin embargo, en junio de 2014, los portavoces de la fiscalía federal pusieron sus declaraciones en entredicho, alegando que, aunque había recibido dinero por la venta de sus derechos a la película, Belfort apenas había continuado con las indemnizaciones. BusinessWeek informó que Belfort había recibido aproximadamente 1,2 millones de dólares, pero que de estos solo había pagado 21.000 en restituciones. Belfort declaró entonces que el gobierno había rechazado una oferta para utilizar el 100% de los ingresos por sus libros para restituciones.

### Charlas y seminarios
Realiza sus charlas a través de su empresa Global Motivation Inc, y desde 2014, Belfort pasa tres semanas de cada mes viajando para darlas. El tema principal de sus discursos oscila entre la ética en los negocios y aprender de los errores que cometió en la década de 1990, tales como estar siempre bordeando las normativas sobre regulación financiera con la excusa de que era algo habitual, lo que no justificaba sus acciones. Sus honorarios por estas charlas suelen ser de entre 30.000 y 75.000 dólares y su tarifa de seminario para ventas a partir de los 80.000 dólares. El principal método de asesoramiento empresarial que emplea en sus seminarios es el que él llama «Sistema de línea recta». Algunos críticos han reaccionado de forma negativa al contenido de sus discursos, especialmente cuando recuerda sus actividades de la década de 1990.

## Vida personal
Belfort fue el último propietario del lujoso yate Nadinnne (rebautizado con ese nombre en honor a su segunda esposa, la modelo británica Nadine Caridi), yate que en un principio fue construido para Coco Chanel. El yate se hundió frente a la costa este de Cerdeña en junio de 1996. Un grupo de élite de buzos militares italianos pertenecientes al Comando Raggruppamento Subacquei e Incursori Teseo Tesei rescataron a todos sus pasajeros y tripulación. Belfort declaró que el naufragio se debió a su insistencia en zarpar, en contra de los consejos del capitán, que le advirtió de la presencia de fuertes rachas de viento y marejada. El yate resultó hundido cuando una ola rompió la escotilla.
Desde 1998, Belfort ha publicado dos libros de memorias: The Wolf of Wall Street y Catching the Wolf of Wall Street, memorias que han sido llevadas al cine. El primer libro lo escribió en los días siguientes a su salida de prisión —aunque previamente había escrito un borrador inicial de 130 páginas que destruyó—. Antes de su publicación, recibió 500.000 dólares por adelantado de su editorial, Random House, y se inició una guerra de ofertas por obtener los derechos cinematográficos del libro. El exasistente fiscal de Estados Unidos que procesó a Belfort declaró que pensaba que algunos detalles del libro podían ser inventados. Finalmente se llevó a la gran pantalla la película de su libro El lobo de Wall Street interpretada por Leonardo DiCaprio, y en la que él mismo hace un cameo al final de la película.
Desde el año 2013, Jordan Belfort reside en Manhattan Beach, una pequeña ciudad del condado de Los Ángeles, California. Con motivo del estreno de la película El lobo de Wall Street, la revista Time publicó en enero de 2014 un artículo en el que informaba que a pesar de lo aparentemente inverosímil de algunos sucesos narrados en la película, todos ellos son mencionados y contrastados por Belfort en sus memorias.

## Obras

### No ficción
Autoayuda
- Way of the Wolf: Become a Master Closer with Straight Line Selling (2017) ISBN 9781501164286

Autobiografías
- The Wolf of Wall Street (Bantam, 2007) ISBN 978-0553805468[38]
- Catching the Wolf of Wall Street: More Incredible True Stories of Fortunes, Schemes, Parties, and Prison (Bantam, 2009) ISBN 978-0553807042[39]

## Adaptaciones
- The Wolf of Wall Street (2013). Basada en el libro The Wolf of Wall Street (2007)

## Filmografía
| Año  | Título                  | Papel | Notas                                       |
| ---- | ----------------------- | ----- | ------------------------------------------- |
| 1996 | Blood Money             | -     | Productor ejecutivo                         |
| 1997 | Esqueletos              | -     | Productor ejecutivo - Telefilme             |
| 2013 | The Wolf of Wall Street | Cameo | Basada en su libro The Wolf of Wall Street. |